# Rokas Uzas
Rokas Uzas (nacido el 22 de junio de 1988 en Palanga, Lituania) es un jugador de baloncesto profesional de nacionalidad lituana y que juega en el Besançon Basket Comté Doubs de la NM1, la tercera división del baloncesto francés.
Con 2.02 metros de altura, Uzas se desenvuelve fundamentalmente en la posición de alero, si bien puede jugar de escolta si fuese necesario. Destaca por su capacidad de lanzamiento desde el triple y sus habilidades en el juego en pick&roll con balón. Además, es un buen pasador y un destacado lanzador exterior, circunstancia que acompaña con una buena capacidad de rebote en los dos aros.
A lo largo de su carrera, Rokas Uzas, ha pasado por la 1a división lituana (Sakalai, Nevezis, Dzukija), Suiza (SAV Vacallo), Kosovo (Bashkimi), Grecia (Panelefsiniakos) y la 3a división francesa (Aix Maurienne y Angers), siendo este último el equipo del jugador lituano en la pasada temporada 2016/17.
En agosto de 2017, llega a España, en concreto a la Liga LEB Oro, firmando un contrato en su nueva aventura en el COB Ourense por una temporada.

## Clubs
- 2005-2007 Basket Zalgiris-Arvydas Sabonis
- 2007-2008 Jonavos SK
- 2008-2009 Krepšinio Klubas Sakalai
- 2009-2010 BC Nevėžis
- 2010-2011 K.K. Aisčiai Kaunas
- 2011-2012 SAV Vacallo Basket
- 2013 Bashkimi Prizren
- 2013-2014 Starwings Basel
- 2014 Panelefsiniakos B.C.
- 2014-2015 KK Alytaus Dzūkija
- 2015-2016 Aix Maurienne Savoie Basket
- 2016-2017 Angers BC 49
- 2017-2018 Club Ourense Baloncesto
- 2018- Besançon Basket Comté Doubs